# Hundheim (Külsheim)
Hundheim ist ein Stadtteil von Külsheim im Main-Tauber-Kreis im fränkisch geprägten Nordosten Baden-Württembergs.

## Geographie

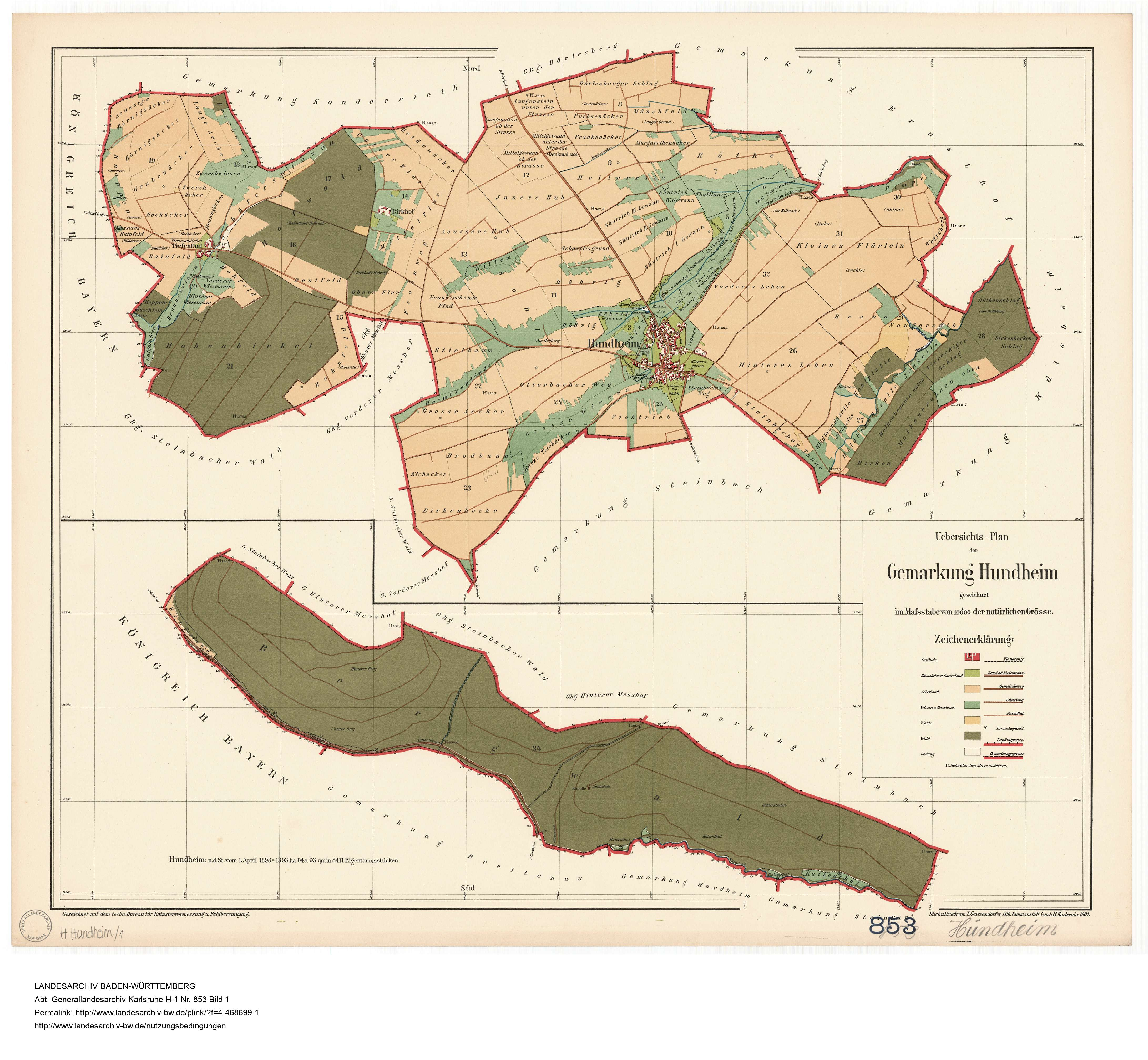
Die Gemarkung Hundheim im Jahre 1898 mit dem Dorf Hundheim und den Wohnplätzen Tiefentaler Hof und Birkhof

Hundheim steht als unregelmäßig gebautes Haufendorf auf einer mit Löss bedeckten Buntsandsteinhochfläche und ist über das Haufendorf hinaus in den Gewannen Tal am Gäßlein und Bangert angewachsen. Zur Gemarkung der ehemaligen Gemeinde Hundheim gehören außer dem Dorf Hundheim (⊙) die Höfe Birkhof (⊙) und Tiefental(erhof) (⊙) sowie der Wohnplatz Denkmalsiedlung (⊙).

## Geschichte

### Mittelalter
Das Dorf wurde erstmals im Jahre 1214 urkundlich mit den Worten In Territorio Huntheim erwähnt. Der Ortsname stammt wohl entweder von einem Personennamen oder von einer fränkischen Amtsbezeichnung ab. Die Gründung des Dorfes dürfte bis in die Merowingerzeit zurückreichen. Ab dem 13. Jahrhundert gehörte Hundheim stets zum kurmainzischen Amt und zur Zehnt Külsheim.

### Neuzeit
1803 fiel der Ort im Zuge der Säkularisation durch den Reichsdeputationshauptschluss vom Bistum Würzburg an das Fürstentum Leiningen, bevor er im Jahre 1806 durch die Bestimmung der Rheinbundakte badisch wurde. Ab 1813 gehörte Hundheim zum Stadt- und Ersten Landamt Wertheim, ab 1840 zum Bezirksamt Tauberbischofsheim. 1849 wechselte die Zuständigkeit zum Bezirksamt Wertheim.
Während des Deutschen Kriegs zwischen Preußen und Österreich fand am 23. Juli 1866 im Rahmen des Mainfeldzuges das Gefecht bei Hundheim statt.
Ab dem Jahre 1938 gehörte Hundheim wieder zum Bezirksamt und späteren Landkreis Tauberbischofsheim. Nachdem der Landtag von Baden-Württemberg bereits am 7. März 1968 mit dem Gesetz zur Stärkung der Verwaltungskraft kleinerer Gemeinden die Weichen für eine Gemeindereform gestellt hatte, schloss sich Hundheim als eine der ersten fünf Gemeinden des Landkreises Tauberbischofsheim am 1. Juli 1971 mit ihrer Nachbargemeinde, in diesem Fall mit der Stadt Külsheim, zusammen. Auch danach reduzierte sich die Zahl der Gemeinden stetig, bis der Landkreis Tauberbischofsheim schließlich am 1. Januar 1973 durch die baden-württembergische Kreisreform im neu gebildeten Main-Tauber-Kreis aufging.

### Einwohnerentwicklung
Die Hundheimer Bevölkerung entwickelte sich wie folgt:
| Jahr | Bevölkerung |
| ---- | ----------- |
| 1852 | 0714        |
| 1871 | 0766        |
| 1880 | 0779        |
| 1890 | 0759        |
| 1900 | 0752        |
| 1910 | 0741        |
| 1925 | 0759        |
| 1933 | 0749        |
| 1939 | 0731        |
| 1950 | 1006        |
| 1956 | 0819        |
| 1961 | 0809        |
| 1970 | 0741        |
| 2019 | 0670        |

## Politik
Im Külsheimer Gemeinderat, der für fünf Jahre gewählt wird, werden durch Unechte Teilortswahl mindestens zwei Sitze an Gemeinderäte aus Hundheim vergeben.
Das Hundheimer Wappen ist zweigeteilt: Es zeigt auf weißem Grund das Mainzer Rad und auf blauem Grund einen springenden Hund. Dieses Wappen wurde der damals noch selbstständigen Gemeinde Hundheim anlässlich eines Heimatfestes im Jahr 1964 genehmigt.

## Religion
Die Külsheimer Kirchengemeinde wurde um das Jahr 1500 erstmals erwähnt, bestand jedoch möglicherweise schon davor als mittelalterliche Pfarrei unter Kollatur des Stiftes Aschaffenburg. Zum Hundheimer Pfarrsprengel gehörten das angrenzende Steinbach, der Ernsthof und seit dem 19. Jahrhundert die Wertheimer Ortschaft Sonderriet.
Die evangelischen Gläubigen gehören zu evangelischen Kirchengemeinde Külsheim.

## Kultur und Sehenswürdigkeiten

### Pfarrkirche St. Margareta
In der Ortsmitte befindet sich die römisch-katholische Pfarrkirche St. Margareta von 1887. Dabei handelt es sich um einen barocken Saalbau mit Eingangsturm und polygonalem Chor. Die Kirche liegt im ummauerten Kirchhof zwischen den beiden alten Kernen der Siedlung.

### Bildstöcke, Denkmale und Steinkreuze

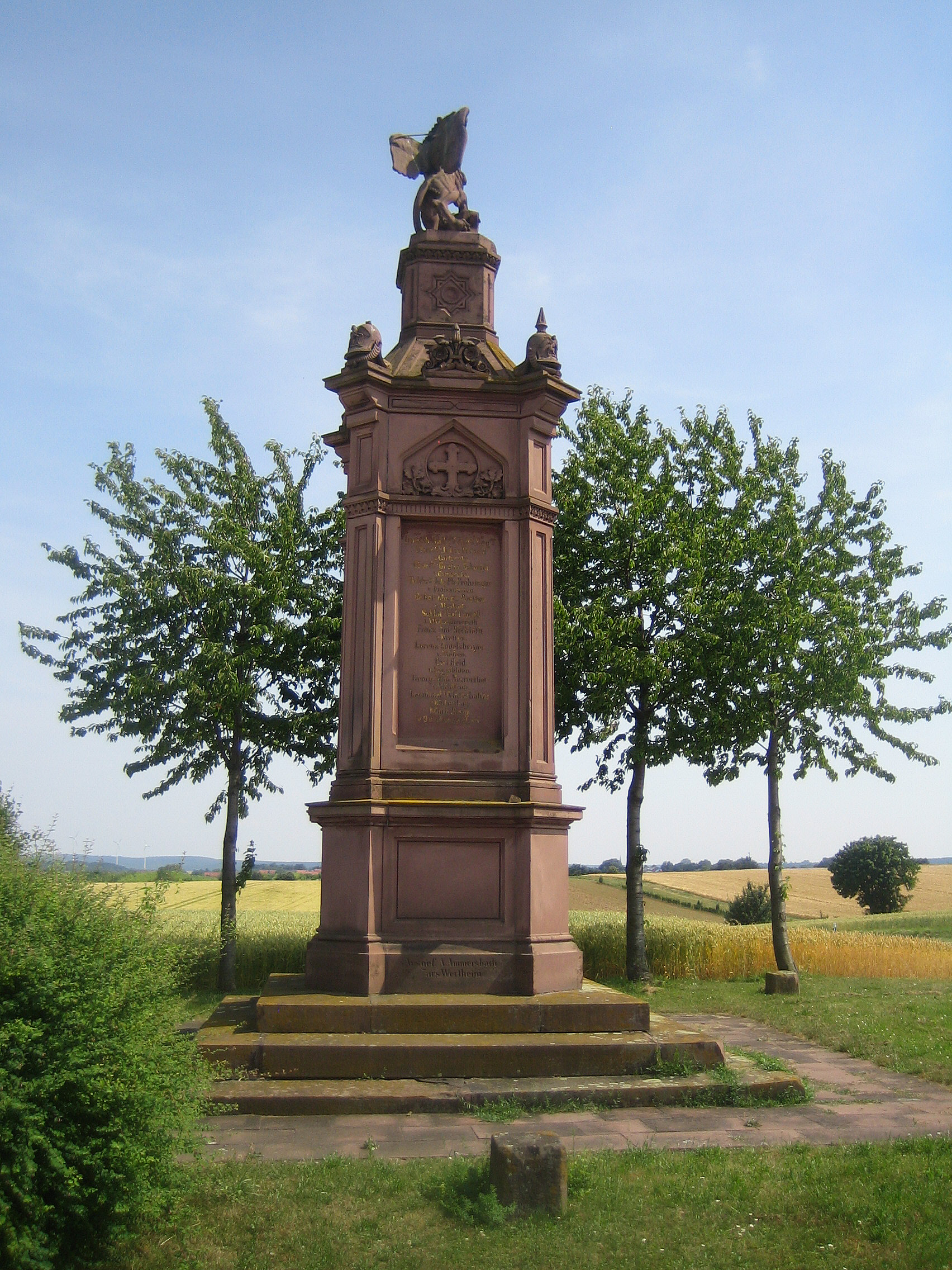
Denkmal für die im Gefecht bei Hundheim am 23. Juli 1866 gefallenen badischen Soldaten

Um den Ort befinden sich mehrere Bildstöcke, Steinkreuze und sonstige Denkmale. Ein bekanntes Denkmal für die im Gefecht bei Hundheim am 23. Juli 1866 gefallenen badischen Soldaten ist namengebend für den Wohnplatz Denkmalsiedlung. Weitere Denkmale für das Gefecht bei Hundheim befinden sich im Friedhof.

### Freilandkreuzweg zur Birkenkapelle
Im Schönertsbachtal zwischen Hundheim und Steinbach beginnt ein vierzehn Stationen umfassenden Freilandkreuzweg, der bis zur Birkenkapelle führt.

### Rad- und Wanderwege
Hundheim liegt am Radweg Liebliches Taubertal – der Sportive.

## Wirtschaft und Infrastruktur

### Bildung
Die ehemalige Grundschule in Hundheim wurde zum Ende des Schuljahres 2008/2009 geschlossen. Die Kinder besuchen seitdem die Pater-Alois-Grimm-Schule in Külsheim.

## Vereine
- FC Hundheim/Steinbach (Fußball, Dart, Tischtennis, Theater, Turnen)[18][19]